# Nico (chanteuse)
Pour les articles homonymes, voir Nico.
 (novembre 2024).
Si vous disposez d'ouvrages ou d'articles de référence ou si vous connaissez des sites web de qualité traitant du thème abordé ici, merci de compléter l'article en donnant les références utiles à sa vérifiabilité et en les liant à la section « Notes et références ».
Christa Päffgen, dite Nico, née le 16 octobre 1938 à Cologne et morte le 18 juillet 1988 à Ibiza, est une chanteuse, compositrice, actrice et mannequin allemande.
Principalement connue comme chanteuse dans le premier album du Velvet Underground, The Velvet Underground and Nico (1967), Nico a pourtant enregistré pas moins de six albums en solo et s'est produite en concert pendant les vingt années suivantes. Elle a également joué au cinéma avec Federico Fellini et surtout Philippe Garrel, et publié un recueil de poèmes, Chemin d'une vie.

## Biographie

### Famille

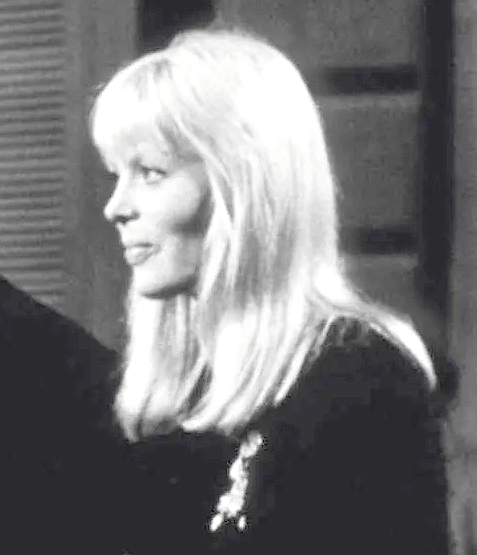
Nico en 1959 à Rome.

Nico est née Christa Päffgen, fille de Wilhelm Päffgen et Margarete « Grete » Schulz (1910-1970). Wilhelm serait issu de la dynastie de brasseurs de Cologne Päffgen (de) et était catholique, tandis que Grete venait d'un milieu modeste et était protestante.
Son père, enrôlé dans la Wehrmacht, peu de temps après la naissance de sa fille, est mort en 1942. Sa mère a ensuite déménagé avec elle à Berlin et puis chez ses grands-parents qui vivaient à Lübbenau, au sud-est de Berlin. Après la guerre, Christa et sa mère sont retournées à Berlin, où, après avoir abandonné l'école à l'âge de treize ans, Christa a d'abord travaillé dans le grand magasin KaDeWe où sa mère, couturière, avait des relations. Après avoir quitté l'école, Christa rêve d'être découverte. Elle passe alors, au grand dam de sa mère, un certain temps dans les centres commerciaux et boutiques berlinoises dans ce but. Elle gagnera son pari en s'y faisant finalement remarquer, ce qui lui permettra d'entamer une carrière de mannequin pour diverses publicités.

### Mannequinat
Christa Päffgen commence une carrière de mannequin à l'âge de 15 ans et acquiert une certaine notoriété par sa présence dans de nombreuses revues. Paris étant la capitale de la mode et de toutes les maisons de couture, elle vient s'y installer et travaille dans l'agence de Dorian Leigh. Là, elle est présentée au photographe star de Dior Willy Maywald qui la photographie et la considère comme une amie importante.
Elle devient la maîtresse du réalisateur grec Nico Papatakis qui tient le cabaret La Rose rouge. Le photographe allemand Herbert Tobias lui fait comprendre qu'il vaudrait mieux qu'elle se trouve un nom de scène plus commercial que Christa Päffgen, elle choisit Nico, le prénom de son ancien amant Papatakis, après avoir essayé les noms de Christa Nico et Nico Otzak.
Elle travaille, avant d'être connue, pour le photographe français Jeanloup Sieff, pour les magazines Vogue, le Jardin des modes (1956), Tempo, Vie Nuove, Mascotte Spettacolo, Camera, Elle, et pour la créatrice de mode Coco Chanel.

### La dolce vita

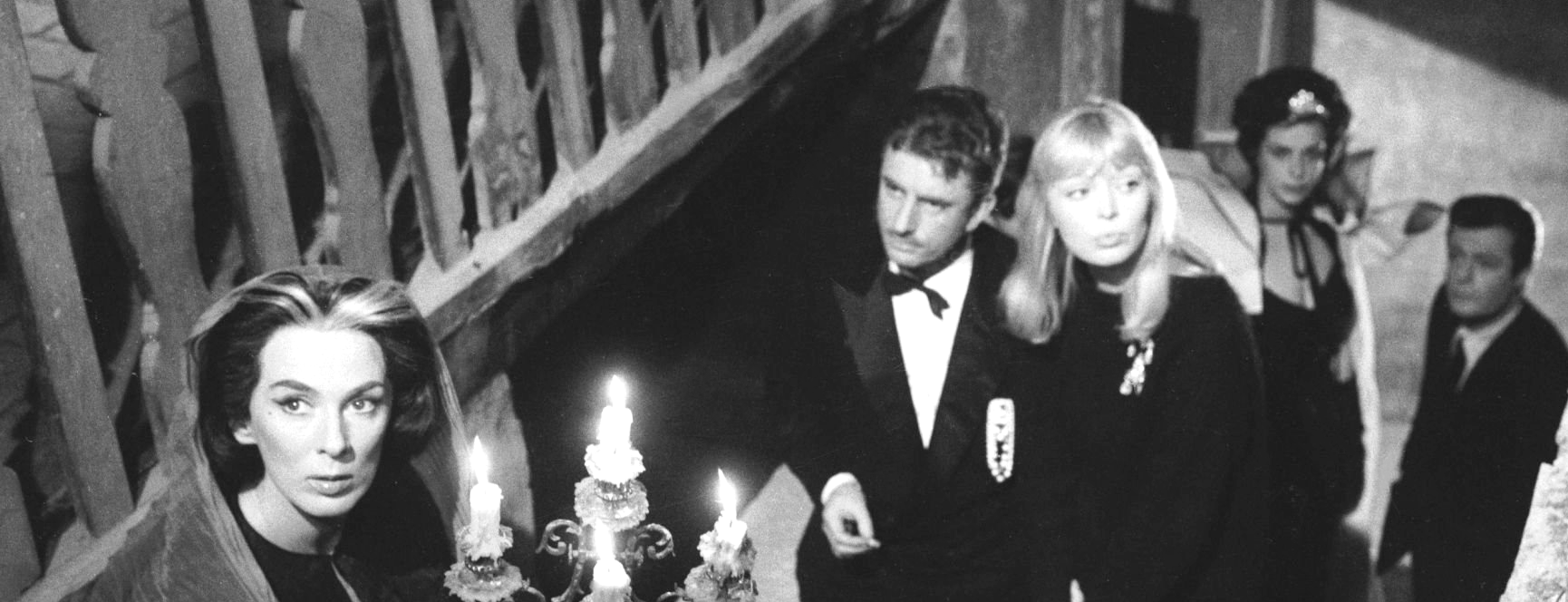
Tournage de La dolce vita en 1959 à Rome, avec Audrey McDonald, Carlo Di Maggio, Nico, Doria Pignatelli et Marcello Mastroianni.

Après être apparue dans plusieurs publicités, Nico joue en 1958 un petit rôle dans le film La Tempête d'Alberto Lattuada, puis, à la fin de cette même année, apparaît dans For the First Time de Rudolph Maté avec Mario Lanza, et dans le court-métrage documentaire de dix minutes sur Montparnasse (35 mm couleur) du photographe Willy Maywald, avec les peintres Vieira da Silva, Árpád Szenes, Pierre Soulages, Francis Bott.
En 1959, Federico Fellini, lui fait jouer son propre rôle, celui d'une « ex-mannequin jet-setteuse » devenue chanteuse, dans le film La dolce vita, qui sera palme d'or au Festival de Cannes l'année suivante. Elle joue une scène tournée la nuit sur la via Veneto, où elle rencontre le héros du film joué par Marcello Mastroianni, qui avec d'autres amis l'invite à se rendre à « un château hors de Rome, où une fête bat déjà son plein ». Elle est l'une des deux filles assises sur les genoux du personnage principal pendant le trajet en Bugatti
À cette époque, Nico partage son temps entre Paris et New York, où elle a déménagé pour prendre des cours avec Lee Strasberg afin de devenir actrice. En 1961, elle est ainsi inscrite à l'école de théâtre de Lee Strasberg dans la même classe que Marilyn Monroe,.
À New York, Nico a rencontré pour la première fois un cinéaste grec Nico Papatakis, dont elle avait adopté le nom de scène plusieurs années plus tôt. Les deux ont vécu ensemble entre 1959 et 1961. Après l'avoir entendue chanter dans l'appartement, il lui a demandé si elle avait envisagé une carrière dans la musique et a fini par l'inscrire à ses premiers cours de chant.
Elle obtient en 1963 le rôle principal dans Strip-Tease de Jacques Poitrenaud et, à cette occasion, enregistre une chanson produite par Serge Gainsbourg. Son fort accent allemand est critiqué, mais sa prestation bien accueillie par la critique, ce qui l'encourage à poursuivre les cours de théâtre professionnel, tandis que le musicien de jazz Victor Brox l'initie au monde de la musique.
Le 11 août 1962, Nico donne naissance à un fils, Aaron, dont le père est selon elle Alain Delon, alors fiancé à Romy Schneider. Elle espère de lui une reconnaissance en paternité, sans jamais l'obtenir,. L'enfant est d'abord confié à sa grand-mère maternelle, mais au motif que cette dernière est atteinte de la maladie de Parkinson, il est emmené en France par Édith Boulogne, la propre mère d'Alain Delon, ce que Nico interpréta comme un enlèvement, tandis qu'Alain Delon exigea de sa mère de choisir entre lui et cet enfant. À six ans, il est mis en pension pendant neuf ans (tout comme l'avait été Alain Delon) puis placé en apprentissage en pâtisserie, et deviendra photographe sous le nom de Christian Aaron Boulogne.

### Premiers films avec Andy Warhol
En 1965, Nico s'installe à Londres pour sa carrière car en mai, elle enregistre son premier titre en anglais, I'm Not Sayin, reprise par Jimmy Page du compositeur Gordon Lightfoot, sur un single produit par Brian Jones pour le label Immediate d'Andrew Loog Oldham, manager des Rolling Stones. C'est ensuite qu'elle démarre une liaison d'environ trois mois avec Brian Jones, dont elle restera l'amie, chantant avec lui au festival international de musique pop de Monterey qui s'est déroulé du 16 au 18 juin 1967.
Pendant l'été 1965, l'acteur Ben Carruthers la présente à Bob Dylan à qui elle inspire la chanson I'll Keep It With Mine.
En 1966, elle est si connue qu'elle est élue « Popgirl '66 » et elle signe un contrat avec l'agence de mannequinat Ford de New York. À cette époque, elle commence à travailler pour Andy Warhol et Paul Morrissey dans leurs films expérimentaux, Chelsea Girls (1966), The Closet, Sunset (1966), I, a Man et Imitation of Christ (1967)[réf. souhaitée].

### Nico et The Velvet Underground

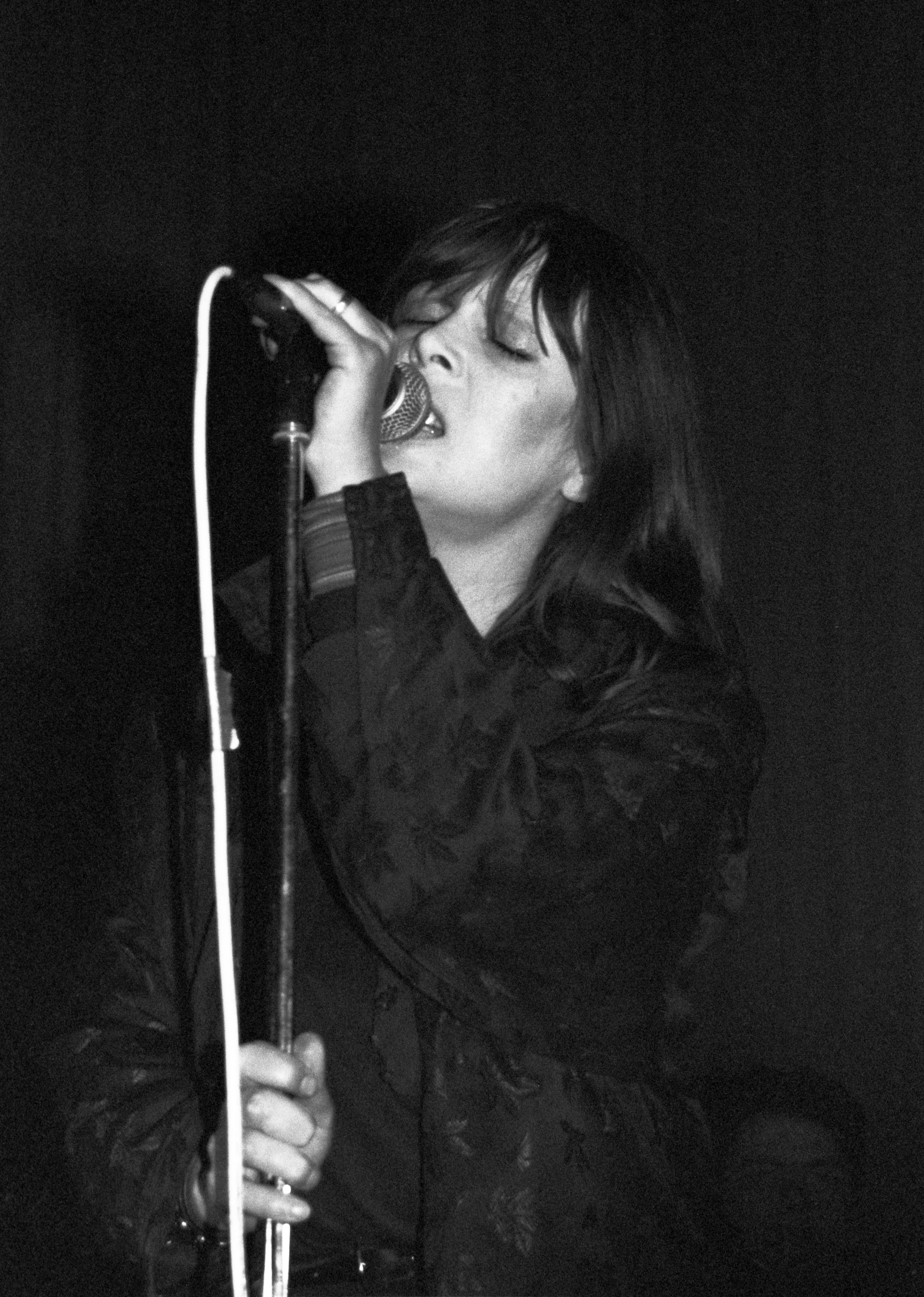
Nico en 1985.

Après l'avoir fait jouer dans ses films, Warhol impose Nico au Velvet Underground, qui joue à l'époque pour la performance de Warhol, Exploding Plastic Inevitable, associant à la fois film, musique, lumières et danseurs pour une expérience théâtrale « totale ». Chanteuse à la voix grave, intense et sépulcrale, Nico travaille ainsi sur quatre chansons de leur premier album The Velvet Underground and Nico. L'album sort en 1967 et deviendra une des grandes références du rock. Nico a une brève relation avec Lou Reed (comme elle en aura avec d'autres musiciens tels que John Cale, Jim Morrison, Iggy Pop, Jackson Browne, Brian Jones et Tim Buckley).
Cependant, Nico quitte assez rapidement le Velvet Underground pour des raisons incertaines, la plus vraisemblable étant le peu de place que Lou Reed lui laissait au sein du groupe. Elle commence alors une carrière solo, et enregistre dans les deux décennies suivantes une série d'albums acclamés aujourd'hui par les critiques, avec notamment Brian Eno et Phil Manzanera. John Cale surtout s'est particulièrement impliqué : il l'a encouragée à écrire et composer, a produit quatre de ses albums, tout en s'occupant des arrangements et en jouant de plusieurs instruments.

### En solo

#### Premiers albums solo
En 1967, Nico sort son premier album solo, Chelsea Girl, dont certaines chansons sont composées par Bob Dylan, Tim Hardin, Jackson Browne et Hugues Aufray, ainsi que Lou Reed et John Cale, deux amis qu'elle a conservés du Velvet Underground.
Cet album un peu folk contient des arrangements de cordes et de flûtes ajoutés par son producteur Tom Wilson sans concertation avec Nico, arrangements dont elle semble ne pas avoir été du tout satisfaite, jugeant l'ensemble trop glamour.
Pour son second album, The Marble Index, sorti en 1968, et très attendu par son admirateur John Cale, Nico écrit toutes les paroles et la musique. Ce dernier considère que c'est le premier album de rock à abandonner les instrumentations et structures traditionnelles.
C'est le chanteur des Doors Jim Morrison qui l'a encouragée à écrire ses propres chansons. Interrogé à propos de l'échec commercial de cet album, John Cale soulignera qu'il s'agit avant tout d'« un produit artistique ».
Pour la chanson Evening of Light, elle a tourné un clip réalisé par François De Menil, avec Iggy Pop et son groupe The Stooges.
Nico y joue de l'harmonium, instrument qui deviendra le sien pour le reste de sa carrière. L'album est influencé par la musique classique et les chansons traditionnelles européennes, incluant des contes gothico-romantiques sur « une trame sonore ultra poétique et exigeante »  inspirée par « les quêtes chamaniques de Jim Morrison, avec qui elle a partagé des nuits d’amour et de rites sous peyotl ».

#### Retour en France en 1969
Après avoir rencontré le réalisateur Philippe Garrel en 1969, Nico a déménagé en France au cours de l'hiver 1969-1970 pour préparer la conception de son album Desertshore, qui sortira en décembre 1970, produit par Cale, avec une synthèse des références rock de ses amis Brian Jones et Jim Morrison, reprenant les légendes celtes, l’imagerie germanique et les contes orientaux. Son fils Ari Boulogne y chante en français une ritournelle, Le petit chevalier. Le titre Janitor of Lunacy commémore son ami Brian Jones, mort en 1969.

#### Les années 1970

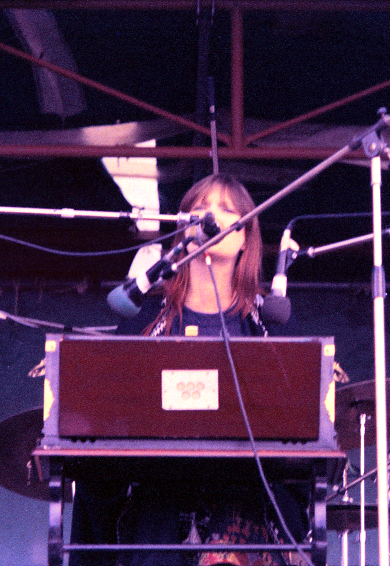
Nico jouant de l'harmonium (1974).

Pendant cette décennie, Nico partage son temps entre les films de Philippe Garrel, son compagnon, les concerts, et son fils Ari. Elle devient peu à peu héroïnomane. On a longtemps attribué son comportement idiosyncratique à cette dépendance, mais ce comportement était antérieur à sa consommation d'héroïne[réf. nécessaire].
Nico reforme, avec Lou Reed et John Cale, le groupe Velvet Underground pour un concert au Bataclan le 29 janvier 1972. À cette occasion le réalisateur Claude Ventura tournera un documentaire pour le magazine « Pop 2 » présenté par Patrice Blanc-Francard.
Cale produit aussi l'album The End (1974) : Nico est à l'harmonium, les arrangements glissent du néo-classique à l'avant-gardisme, les textes parlent de solitude, de pouvoir, d'héroïsme, de l'oscillation entre désir et détresse.

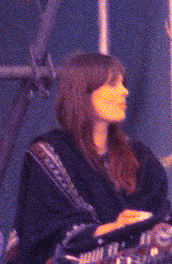
Nico, concert à Hyde Park (1974).

Le 1er juin 1974, elle chante The End, reprise des Doors, et morceau-titre de son album, aux côtés de Brian Eno, Kevin Ayers et John Cale, lors d'un concert de promotion des artistes du label Island, au Rainbow Theatre de Londres, enregistré dans le 33 tours June 1, 1974. La même année, elle chante sur l'album d'Ayers The Confessions of Dr. Dream and Other Stories.
Lors d'une représentation, elle a dédié la chanson au terroriste emprisonné de la RAF, Andreas Baader, ce qui a provoqué un scandale, des spectateurs indignés ayant lancé des bouteilles et des détritus sur les musiciens.
Le 13 décembre 1974, Nico se produit en concert avec le groupe Tangerine Dream à la cathédrale de Reims devant plus de 5 000 personnes.
Entre 1970 et 1979, Nico joue dans sept films du réalisateur Philippe Garrel qu'elle a rencontré en 1969. Sa première contribution à l'œuvre de Garrel est la chanson The Falconer pour Le Lit de la vierge. Elle vit avec lui, et devient alors une figure centrale de son œuvre et de sa vie. Elle apparaît pour la première fois dans La Cicatrice intérieure, en 1971, où elle tient le rôle principal auprès de Pierre Clémenti, de Philippe Garrel lui-même et de son fils Ari. Elle compose également la bande originale, éditée dans l'album Desertshore, et participe à la réalisation. Sa participation diminue cependant dans les films suivants, dont Les Hautes Solitudes, en 1974. Après sa mort, Garrel réalisera J'entends plus la guitare, inspiré par leur amour.

#### Les années 1980
Installée à Ibiza, Nico vit alors avec le poète punk John Cooper Clarke. Elle enregistre en 1981 Drama of Exile, qui contraste avec ses travaux précédents avec John Cale en mêlant rock et arrangements moyen-orientaux, puis en 1985 son dernier album, Camera obscura. Cet album, très expérimental, aux instrumentations jazz, comprend une reprise du standard My Funny Valentine.
De nombreux concerts de cette époque sont enregistrés et édités, notamment Heroine en 1982, Behind the Iron Curtain en 1986. Elle donne en 1986 un concert au Rex-club, accompagnée de James Young aux claviers et de Graham Dids aux percussions, elle-même jouant de l'harmonium comme à son habitude. Son tout dernier concert, Nico's Last Concert: Fata Morgana, est enregistré le 6 juin 1988, un mois avant sa mort.

### Mort

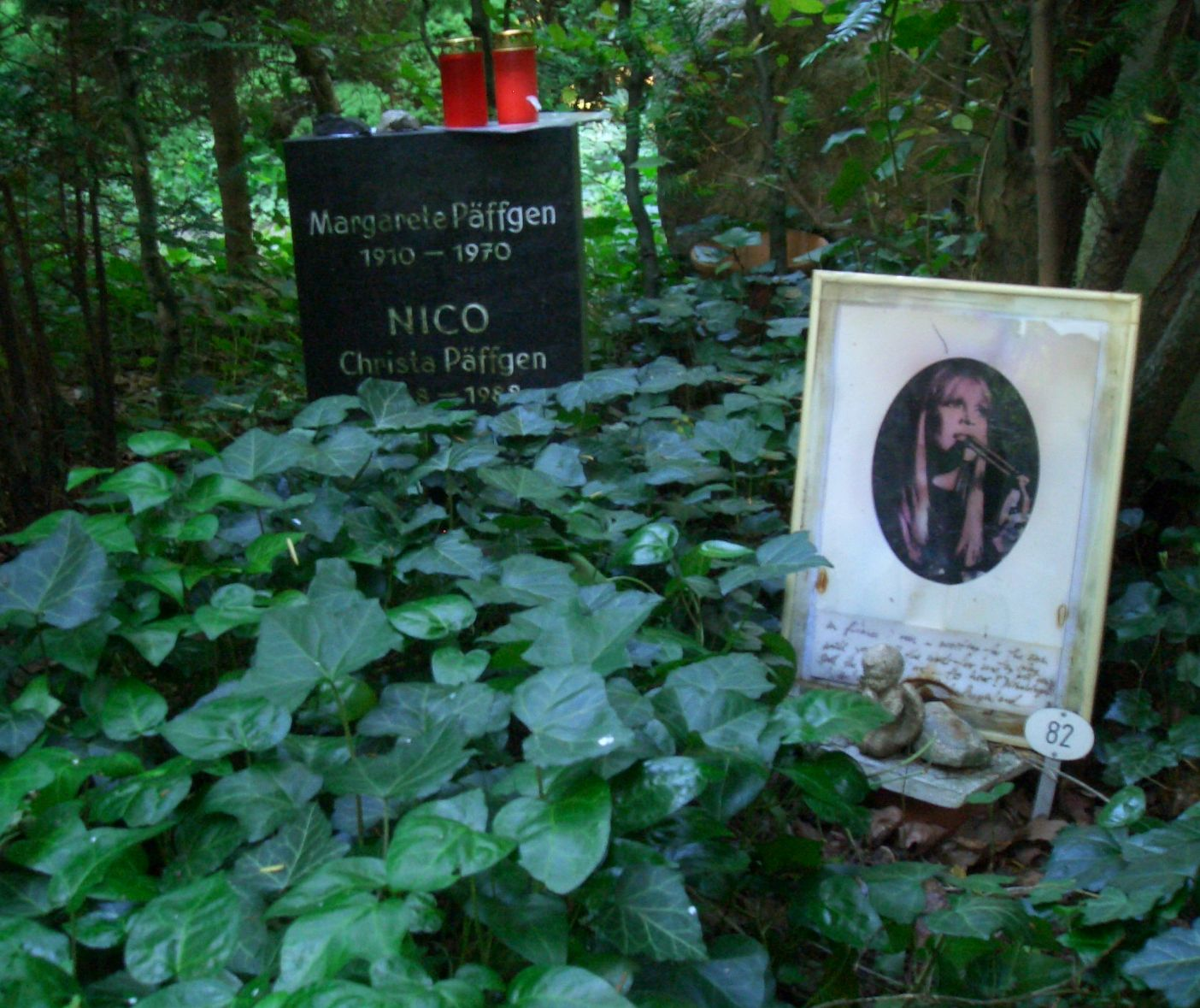
Tombe de Nico au cimetière des sans nom à Berlin.

Le 18 juillet 1988 sur l'île d'Ibiza, Nico meurt à l'hôpital d'une hémorragie cérébrale à l'âge de 49 ans. La veille, elle a chuté lors d'un trajet à vélo. Un chauffeur de taxi, la voyant inanimée, lui a porté secours et l'a emmenée à l'hôpital. Cependant, elle n'a été admise qu'après le quatrième hôpital visité par le taxi. Le médecin de service étant absent, elle a été placée par une infirmière qui a diagnostiqué une probable insolation. Une hypothèse est que l'insolation ait été responsable de la perte de connaissance provoquant la chute, mais qu'une hémorragie cérébrale consécutive, sans prise en charge adaptée ni diagnostic arrêté lors de son admission, ait causé sa mort.
Un mois plus tard, le 16 août 1988, elle est inhumée auprès de sa mère au cimetière des sans nom à Berlin-Grunewald. Décédée en février 1970, celle-ci n'a jamais reçu la visite de sa fille, qui de son vivant affirmait que si elle rendait visite à sa mère, alors elle ne la quitterait jamais[réf. nécessaire].

## Postérité
En 2001, son fils Ari publie L'amour n'oublie jamais, un hommage à sa mère avec des photographies inédites.
Dans son album Kissin' Time (2002), Marianne Faithfull la célèbre dans la chanson Song for Nico, co-écrite avec Dave Stewart. Elle y évoque les relations de Nico avec Brian Jones, Andy Warhol et Alain Delon.
En 2005, son single Vegas de 1981 fait partie de la bande originale de film du long métrage Les Amants réguliers de Philippe Garrel.
Sur son album Never Take Friendship Personal (2005), le groupe Anberlin enregistre la chanson Dance, Dance, Christa Päffgen.
En juin 2007, le groupe de musique industrielle Throbbing Gristle enregistre une ré-interprétation de Desertshore, pour son installation performance The Desertshore Installation publiée en coffret collector de 12 CD-R.
En octobre 2008, John Cale organise le Life Along The Borderline au Royal Festival Hall de Londres. Un concert en hommage à Nico avec la participation, notamment, de Guillemots, Peter Murphy, Mark Lanegan, Lisa Gerrard, Soap & Skin.
En 2009, dans son roman Vous n'étiez pas là, Alban Lefranc imagine une biographie de Nico où le comique et réalisateur américain Lenny Bruce et le photographe allemand Herbert Tobias sont les personnages centraux de la vie de la chanteuse.
En 2012, le groupe, sous le nom X-TG, présente une nouvelle interprétation de Desertshore avec de nombreux invités (Antony, Blixa Bargeld, Gaspar Noé...). Le disque est publié par le label Industrial Records.
Dans le roman de Timothée Rocca, L'Horizon et l'Abîme, paru en 2016, le personnage d'Herman Conradi, lui aussi né à Cologne, en 1988, est hanté par la personnalité de la chanteuse morte trois jours avant sa naissance, et en qui il reconnaît une sœur de silence et de tristesse. Elle devient, par ce biais, un des personnages principaux du roman.

## Discographie

### Albums studio
- 1967 : The Velvet Underground and Nico
- 1967 : Chelsea Girl
- 1968 : The Marble Index
- 1970 : Desertshore
- 1974 : The End
- 1981 : Drama of Exile
- 1985 : Camera obscura
- 2020 : BBC Peel Session 1971

### Albums live
- 1974 : June 1, 1974
- 1974 : Reims Cathedral - December 13th, 1974[34]
- 1985 : Nico Live in Pécs
- 1986 : Live Heroes
- 1986 : Behind the Iron Curtain
- 1987 : Nico in Tokyo
- 1988 : Nico's Last Concert: Fata Morgana
- 1989 : Hanging Gardens
- 1994 : Heroine
- 2000 : Do or Die: Nico in Europe 1982

### Compilations
- 1998 : Nico : The Classic Years
- 2002 : Innocent & Vain - An Introduction to Nico
- 2003 : Femme Fatale - The Aura Anthology (qui reprend Drama of Exile  avec des bonus inédits)
- 2007 : The Frozen Borderline - 1968-1970 (qui reprend The Marble Index et Desertshore avec des bonus inédits)
- 2008 : Le Cinéma de Serge Gainsbourg : Musiques de films 1959-1990 (coffret Long Box 3 CD), Nico reprend Strip-tease en bonus inédit

### Singles
- 1963 : Strip-tease[35]
- 1965 : I'm Not Sayin' / The Last Mile
- 1981 : Saeta / Vegas

## Filmographie

### Actrice
- 1958 : La Tempête (La tempesta) d'Alberto Lattuada : la blonde à la maslenitsa
- 1959 : La Fille de Capri de Rudolph Maté : l'une des admiratrices
- 1960 : La dolce vita de Federico Fellini : Nico
- 1963 : Strip-tease de Jacques Poitrenaud : Ariane
- 1965 : Le Chevalier des sables (The Sandpiper) de Vincente Minnelli : une danseuse à la fête
- 1966 : Chelsea Girls d'Andy Warhol
- 1966 : Ari and Mario d'Andy Warhol
- 1966 : The Velvet Underground and Nico d’Andy Warhol
- 1966 : The Closet d'Andy Warhol : La Femme
- 1967 : I, a Man d'Andy Warhol et Paul Morrissey : la fille de la télé
- 1967 : Imitation of Christ d'Andy Warhol : la servante
- 1970 : Cleopatra de Michel Auder
- 1971 : La Cicatrice intérieure de Philippe Garrel : la femme
- 1972 : Athanor de Philippe Garrel (court-métrage)
- 1975 : Un ange passe de Philippe Garrel
- 1976 : Le Berceau de cristal de Philippe Garrel
- 1978 : Voyage au jardin des morts de Philippe Garrel : Catherine (court-métrage)
- 1979 : Le Bleu des origines de Philippe Garrel
- 1982 : La Vraie Histoire de Gérard Lechômeur de Joaquín Lledó : Catherine
- 1986 : L'Interview de Sylvain Roumette : une interprète français / français (court-métrage)
- 1988 : Ballhaus Barmbek de Christel Buschmann :

### Films sur Nico

#### Nico - In Memoriam
Nico - In Memoriam est un film documentaire du concert donné en 1986 à la boîte de nuit « Quartier latin » à Berlin-Ouest. Nico joue une sélection de ses propres classiques ainsi que ceux du Velvet Underground.

#### Nico Icon
1995 : Nico Icon, film documentaire biographique germano-américain réalisé par Susanne Ofteringer, avec les témoignages de quelques proches de « l'icône » et d'artistes underground ayant collaboré avec elle.
Par ailleurs, dans son livre, L'amour n'oublie jamais, Ari, le fils de Nico, précise que le témoignage de sa grand-mère Édith Boulogne repose en partie sur des faits inexacts.

#### Rock goes to the cathedral- Reims 1974
Film documentaire réalisé par Benoît Garel, et diffusé le 15 décembre 2012 à 15 h 30 sur France 3 Champagne-Ardenne, Alsace, Lorraine : retour sur le mythique concert, organisé par Assaad Debs en association avec Gérard Drouot et Musique Action Reims avec Tangerine Dream et Nico, qui s'était déroulé dans la cathédrale de Reims et qui avait défrayé la chronique à l'époque.

#### Nico, 1988
Nico, 1988, tourné en novembre-décembre 2016 est sorti en France en avril 2017. La réalisatrice italienne Susanna Nicchiarelli réalise un biopic sur Nico, assez bien accueilli par la critique. Le tournage a lieu dans l'est de la Belgique : Malmedy et Spa ainsi qu'à Liège (Seraing) où un concert est reconstitué. Nico est interprétée par l'actrice et chanteuse danoise Trine Dyrholm, qui chante plusieurs morceaux de Nico avec les musiciens du groupe italien Gatto Ciliegia Contro il Grande Freddo. Le film a obtenu le prix Orizzonti du meilleur film à la Mostra de Venise 2017.